# Дембіна (гміна Ульгівок)
Дембіна (пол. Dębina; укр. Дубина) — село в Польщі, у гміні Ульгівок Томашівського повіту Люблінського воєводства. 
Населення — 96 осіб (2011).

## Історія
У 1975—1998 роках село належало до Замойського воєводства.

## Демографія
Демографічна структура станом на 31 березня 2011 року:
|          | Загалом | Допрацездатний вік | Працездатний вік | Постпрацездатний вік |
| -------- | ------- | ------------------ | ---------------- | -------------------- |
| Чоловіки | 44      | 16                 | 24               | 4                    |
| Жінки    | 52      | 14                 | 21               | 17                   |
| Разом    | 96      | 30                 | 45               | 21                   |